# Nemsdorf-Göhrendorf
Nemsdorf-Göhrendorf è un comune tedesco di  825 abitanti situato nel land della Sassonia-Anhalt.